# Tsjecho-Slowaaks basketbalteam (mannen)
Het Tsjechoslowaaks nationaal basketbalteam was een team van basketballers dat Tsjechoslowakije van 1935 tot 1993 vertegenwoordigde in internationale wedstrijden. Na de teams van de Sovjet-Unie en Joegoslavië was het Tsjechoslowaakse team in Europa het meest succesvol.

## Tsjechoslowakije tijdens internationale toernooien

### Wereldkampioenschap basketbal
- WK Basketbal 1970: 6e
- WK Basketbal 1974: 10e
- WK Basketbal 1978: 9e
- WK Basketbal 1982: 10e

### Eurobasket
- Eurobasket 1935: 3e
- Eurobasket 1937: 7e
- Eurobasket 1946: 1e
- Eurobasket 1947: 2e
- Eurobasket 1951: 2e
- Eurobasket 1953: 4e
- Eurobasket 1955: 2e
- Eurobasket 1957: 3e
- Eurobasket 1959: 2e
- Eurobasket 1961: 5e
- Eurobasket 1963: 10e
- Eurobasket 1965: 7e
- Eurobasket 1967: 2e
- Eurobasket 1969: 3e
- Eurobasket 1971: 5e
- Eurobasket 1973: 4e
- Eurobasket 1975: 6e
- Eurobasket 1977: 3e
- Eurobasket 1979: 4e
- Eurobasket 1981: 3e
- Eurobasket 1983: 10e
- Eurobasket 1985: 2e
- Eurobasket 1987: 8e
- Eurobasket 1991: 6e

### Olympische Spelen
- Olympische Spelen 1936: 9e
- Olympische Spelen 1948: 7e
- Olympische Spelen 1952: 10e
- Olympische Spelen 1960: 5e
- Olympische Spelen 1972: 8e
- Olympische Spelen 1976: 6e
- Olympische Spelen 1980: 9e

## Weblinks
- (en) Czechoslovakia, archive.fiba.com